# Organisation commune du marché vitivinicole
L’organisation commune du marché (OCM) vitivinicole est le cadre du droit européen qui fixe les mécanismes de la politique agricole commune (PAC) applicables à l’exploitation de la vigne dans les pays membres de l’Union européenne. Instaurée en 1962 en vue de mettre en œuvre les objectifs de la PAC (stabiliser les marchés et garantir un niveau de vie équitable aux exploitants agricoles), elle a connu plusieurs modifications jusqu’à sa version actuelle, entrée en vigueur en 2008. Dans le cadre du processus de réforme et de simplification de la PAC à partir de 2003, l’OCM vitivinicole est désormais une composante de l’organisation commune de marché unique.

## Histoire
Le secteur vitivinicole figure au nombre des domaines pour lesquels le Traité de Rome du 25 mars 1957 prévoit une politique commune des États fondateurs de la Communauté économique européenne. Le premier Règlement consacré à cette thématique est publié en avril 1962 et vise encore à ce stade plus un objectif de consolidation des informations relatives au potentiel de production que la mise en place d’une véritable politique commune. Ses considérants constituent néanmoins un résumé sans ambiguïté de la situation du marché au début des années 1960 qui, à de nombreux égards, se prolongera dans les décennies qui suivront. L’analyse de la situation de l’époque relève en effet les divergences des politiques nationales, et l’existence de situations récurrentes d’excédents de production. 

La première véritable organisation commune du marché interviendra en 1970 avec la mise en place d’un régime d’intervention et le développement des thématiques d’action qui constitueront dès lors une constante des OCM : relations avec les pays tiers, contrôle des plantations et définition de règles de pratiques œnologiques.
L’organisation commune du marché sera ensuite réformée à trois reprises en 1979, 1987 et 1999, soit un rythme moyen d’une nouvelle organisation par décennie. 

L’absence de résultats suffisants de l’organisation commune de 1999 a conduit les institutions européennes et les États membres à envisager de la réformer de nouveau, dans le cadre d’un règlement de 2008 qui constitue le cadre actuel de l’OCM. Ce règlement a été ultérieurement annexé, à droit constant et dans un objectif de simplification du corpus juridique de l’Union européenne consacré à l’agriculture, au règlement portant Organisation commune de marché « unique » .

## Gestion du potentiel de production
Au moment de la mise en place de l’OCM vitivinicole actuellement en cours, la vigne représentait sur le territoire de l’Union européenne une surface totale plantée de plus de 3,6 millions d’hectares, l’Espagne, l’Italie et la France représentant à elles seules près de 75 % de cette superficie. La gestion du potentiel de production, dans un contexte général marqué par des crises récurrentes de surproduction, a depuis l’origine constitué un thème privilégié d’action pour les instances communautaires. Si la préfiguration de l’OCM prévue par le règlement de 1962 se contentait de mettre en place des outils de connaissance de ce potentiel de production, les organisations communes promulguées à partir des années 1970  ont comporté la mise en œuvre des deux principaux mécanismes pour maîtriser, au moins en termes de surface dédiée, la production de vin : l’institution de droits de plantation, et l’encouragement à l’arrachage.

### Les droits de plantation
Un régime de contrôle des droits de plantation a été mis en place dans l’union à partir de 1970. Il s’agissait, en lien avec les incitations à l’arrachage et l’encouragement à produire des vins de qualité, de combattre la situation d’excédent structurel dans laquelle se trouvait le marché, dans un contexte marqué par la diminution de la consommation. Le règlement OCM de 1999 prévoyait la disparition du régime de droits de plantation en 2010, mais le règlement de 2008 a reporté cette échéance en 2015, en autorisant par ailleurs les états membres à continuer de l’appliquer sur leur territoire jusqu’en 2018. 

En l’état actuel de l’OCM, la plantation de nouvelles vignes de raisins de cuve est interdite jusqu’au 31 décembre 2015 sauf dans des conditions très restrictives ou bien dans le cadre d’une replantation. Les États membres ont par ailleurs la faculté de constituer des réserves de plantation, dans un cadre national ou régional.

### L’aide à l’arrachage
La politique de contingentement des nouvelles surfaces affectée à la vigne par le mécanisme des droits de plantation s’avérant insuffisante pour résoudre la surproduction récurrente, l’OCM a mis en place à partir de la fin des années 1980 des mesures d’incitation à l’arrachage, sous la forme de primes. Jusqu’à la réforme de l’OCM en 2008, les mesures d’incitation à l’arrachage ont entraîné la disparition d’environ 500 000 hectares de vignes, concentrés principalement en Espagne, en France et en Italie. L’OCM de 2008 prévoyait un dernier cycle d’arrachage, assorti d’un objectif de réduction de superficie de 175 000 hectares sur l’ensemble du territoire de l’Union européenne, étalé sur les années 2008/2009, 2009/2010 et 2010/2011. 

La mise en œuvre de mesures d’incitation à l’arrachage a fait l’objet de nombreuses critiques, y compris de la part de la Cour des comptes européenne pour leur coût pour le budget communautaire et leur efficacité incertaine.

## Réglementation du marché

### Pratiques œnologiques
L'objectif de la politique agricole commune ayant été de tous temps d'assurer le meilleur niveau de revenu possible aux différentes catégories d'agriculteurs, l'objectif majeur poursuivi par les organisations communes de marché successives était d'encourager le développement d'une viticulture orientée vers un haut niveau de qualité. Dans cette perspective, le règlement portant OCM vitivinicole limite strictement les pratiques œnologiques ayant pour objectif l'enrichissement, l'acidification ou la désacidification. Il interdit par ailleurs en toutes circonstances l'adjonction d'eau et d'alcool.

L'enrichissement, qui a pour objectif l'augmentation du titre alcoométrique volumique naturel du raisin ou du vin, est strictement encadré selon la zone géographique d'implantation du vignoble concerné. Dans cette perspective, l'organisation commune de marché distingue trois zones viticoles principales sur territoire de l'Union  européenne :
- Zone A : Europe du Nord (Belgique, Danemark, Irlande, Luxembourg, Pays-Bas, Pologne, Royaume-Uni, Suède et une partie de l'Allemagne et de la République Tchèque) ;
- Zone B : partie centrale de l'Europe (dont les vignobles d'Alsace, de Champagne, du Jura, de Savoie et de la vallée de la Loire en France) ;
- Zone C : pays de l'arc méditerranéen (Sud de la France, Italie, Espagne, Portugal, Hongrie, Bulgarie, Roumanie, Slovénie, Grèce, Chypre, Malte).

### Appellations d’origine, indications géographiques et mentions traditionnelles
| Nombre d’AOP « vin » par pays (source : E-Bacchus). |
| 13 25 7 52 6 450 28 34 412 2 5 69 52 46 14 111 2    |

| \| 26 4 2 4 2 160 111 13 120 1 12 18 5 3 43 \| Nombre d’IGP « vin » par pays (source : E-Bacchus). |
| 26 4 2 4 2 160 111 13 120 1 12 18 5 3 43                                                           |

Dès la mise en œuvre effective de l’organisation commune du marché en 1970, la nécessité a été ressentie par les institutions européennes d’identifier la production vitivinicole par des critères de qualité. Parallèlement au règlement instituant l’OCM, un règlement spécifique a introduit dans l’ordre juridique communautaire la notion de vin de qualité produit dans une région déterminée (V.Q.P.R.D.). Ce label d’identification, qui ne se substituait pas aux dénominations propres à chaque pays membre, a été utilisé jusqu’à ce que les institutions européennes prennent la décision de rendre homogènes les régimes de protection de l’ensemble des produits agricoles sous les labels d’Appellation d'origine protégée (AOP) et d’Indication géographique protégée (IGP). Le règlement OCM de 2008 abandonne la distinction VQPRD / Vins de table au profit d’une identification cohérente avec celles des autres domaines couverts par la politique agricole commune[Quoi ?]. 

L’organisation commune de marché impose, pour la revendication de l’AOP et de l’IGP, le respect des conditions de production suivantes :
| Appellation d’origine | Indication géographique |
| --- | --- |
| Nom d’une région ou d’un lieu déterminé                                                                                       | Indication renvoyant à une région ou d’un lieu déterminé                                                                                                |
| Produit dont la qualité et les caractéristiques sont dues essentiellement ou exclusivement au milieu géographique particulier | Produit possédant une qualité ou des caractéristiques particulières attribuables à cette origine géographique                                           |
| Produit élaboré exclusivement à partir de raisins provenant de la zone géographique considérée                                | Produit élaboré à partir de raisins dont au moins 85 % proviennent de la zone géographique considérée                                                   |
| Production limitée à la zone géographique considérée                                                                          | Production limitée à la zone géographique considérée |
| Produit obtenu exclusivement à partir de variétés de vigne de l’espèce vitis vinifera                                         | Produit obtenu à partir de variétés de vigne de l’espèce vitis vinifera ou issues d’un croisement entre cette espèce et d’autres espèces du genre vitis |

L’Union européenne répertorie, dans le domaine vitivinicole, 1334 appellations d’origine protégées et 587 indications géographiques protégées. La procédure d’octroi de la protection fait intervenir pour l’essentiel des instances propres au pays membre, mais l’attribution d’une nouvelle appellation d’origine ou indication géographique protégée appartient à la Commission européenne .

Dans la mesure où toutefois l’identification par les labels d’AOP et d’IGP ne suffit pas à rendre compte de l’originalité et des caractéristiques d’un produit, le droit de l’Union européenne intègre la possibilité, pour les états membres, d’autoriser l’utilisation de mentions traditionnelles en complément du bénéfice de l’AOP ou de l’IGP, en vue d’identifier soit une méthode de production ou de vieillissement, soit une « qualité, couleur, type de lieu ou évènement particulier lié à l’histoire » du vin concerné.

### Étiquetage et présentation des produits
La réglementation de l'organisation commune du marché vitivinicole soumet l'étiquetage et la présentation des produits issus de la vigne à des normes précises comportant l'inscription de mentions obligatoires :
- La dénomination de la catégorie de produit ;
- Pour les vins bénéficiant de ce régime, la mention et l'indication de l'appellation d'origine ou de l'indication géographique protégée ;
- La mention du titre alcoométrique volumique acquis ;
- La provenance ;
- L'identification de l'embouteilleur ;
- L'identification de l'importateur pour les vins importés ;
- Pour certaines catégories de vins (vins mousseux), la teneur en sucre.

## Mesures de soutien
| Centre vitivinicole financé par l’UE en Bulgarie (Sliven). |

La réglementation de l’Union européenne laisse à chaque pays membre la liberté d’organiser sur son territoire les mesures de soutien qu’il met en œuvre, sous la réserve de soumettre préalablement à la Commission européenne un programme d’aide sur cinq ans indiquant les mesures qu’il envisage. Ces mesures peuvent porter :
- sur l’attribution de subventions sous la forme d’une prime unique dénommée « Droit à paiement unique » (DPU)[24].
- sur des actions de promotion menées dans des pays tiers.
- sur des actions de restructuration ou de reconversion de vignobles.
- sur des aides à la « vendange en vert »[25].
- sur la constitution de fonds de mutualisation.
- sur la mise en place de systèmes d’assurance-récolte dans l’hypothèse de catastrophes naturelles, de phénomènes climatiques défavorables, de maladies ou d’infestations parasitaires.
- sur des aides à l’investissement.
- sur l’autorisation et sur des aides à la distillation de sous-produits, d’alcool de bouche ou encore le recours à la « distillation de crise » [26].
- sur l’utilisation du moût de raisin concentré.

Les deux dernières catégories de mesures, qui correspondent à des actions de gestion de crises, ont été autorisées dans l’OCM vitivinicole à titre transitoire, et ne pourront plus être mises en œuvre au-delà du 31 juillet 2012. 

Les mesures de soutien de l’organisation commune du marché vitivinicole mobilisent, dans le budget de l’Union européenne, un volume annuel de crédits de 1,250 milliard d’euros.
| Pays                    | 2009    | 2010    | 2011    | 2012    | 2013    | 2014 et suivantes |
| ----------------------- | ------- | ------- | ------- | ------- | ------- | ----------------- |
| Allemagne (DE)          | 22 891  | 30 963  | 32 190  | 39 341  | 38 867  | 38 895            |
| Autriche (AT)           | 8 038   | 10 888  | 11 313  | 13 846  | 13 678  | 13 688            |
| Bulgarie (BG)           | 15 608  | 21 234  | 22 022  | 27 077  | 26 742  | 26 762            |
| Chypre (CY)             | 2 749   | 3 704   | 3 801   | 4 689   | 4 643   | 4 646             |
| Espagne (ES)            | 213 820 | 284 219 | 279 038 | 358 000 | 352 774 | 353 081           |
| France (FR)             | 171 909 | 226 814 | 224 055 | 284 299 | 280 311 | 280 545           |
| Grèce (EL)              | 14 286  | 19 167  | 19 840  | 24 237  | 23 945  | 23 963            |
| Hongrie (HU)            | 16 816  | 23 014  | 23 809  | 29 455  | 29 081  | 29 103            |
| Italie (IT)             | 238 223 | 298 263 | 294 135 | 341 174 | 336 736 | 336 997           |
| Lituanie (LT)           | 30      | 37      | 45      | 45      | 45      | 45                |
| Luxembourg (LU)         | 344     | 467     | 485     | 595     | 587     | 588               |
| Malte (MT)              | 232     | 318     | 329     | 407     | 401     | 402               |
| Portugal (PT)           | 37 802  | 51 627  | 53 457  | 65 989  | 65 160  | 65 208            |
| République tchèque (CZ) | 2 979   | 4 076   | 4 217   | 5 217   | 5 151   | 5 155             |
| Roumanie (RO)           | 42 100  | 42 100  | 42 100  | 42 100  | 42 100  | 42 100            |
| Royaume-Uni (UK)        | 160     | 221     | 227     | 284     | 280     | 280               |
| Slovaquie (SK)          | 2 938   | 4 022   | 4 160   | 5 147   | 5 082   | 5 085             |
| Slovénie (SL)           | 3 522   | 4 820   | 4 987   | 6 169   | 6 091   | 6 095             |

## Sources

## Compléments